# Кубок Чехії з футболу 2019—2020
Кубок Чехії з футболу 2019–2020 — 27-й розіграш кубкового футбольного турніру в Чехії. Титул всьоме здобула Спарта (Прага).

## Календар
| Раунд            | Дата                         | Матчі | Клуби     |
| ---------------- | ---------------------------- | ----- | --------- |
| Попередній раунд | 26 липня - 7 серпня 2019     | 54    | 183 → 129 |
| Перший раунд     | 7-20 серпня 2019             | 43    | 129 → 86  |
| Другий раунд     | 27 серпня - 10 вересня 2019  | 27    | 86 → 32   |
| 1/16 фіналу      | 24 вересня - 2 жовтня 2019   | 16    | 32 → 16   |
| 1/8 фіналу       | 29 жовтня - 6 листопада 2019 | 8     | 16 → 8    |
| 1/4 фіналу       | 4 березня 2020               | 4     | 8 → 4     |
| 1/2 фіналу       | 17 червня 2020               | 2     | 4 → 2     |
| Фінал            | 1 липня 2020                 | 1     | 2 → 1     |

## 1/16 фіналу
| Команда 1               | Рахунок | Команда 2                  |
| ----------------------- | ------- | -------------------------- |
| 24 вересня 2019         |         |                            |
| Бенешов (3)             | 1:3     | Словацко                   |
| Банік (Соколов) (2)     | 0:1     | Опава                      |
| Варнсдорф (2)           | 1:2     | Фастав (Злін)              |
| 25 вересня 2019         |         |                            |
| Локо Влтавін (3)        | 1:4     | Динамо (Чеські Будейовиці) |
| Їскра (Домажліце) (3)   | 1:3     | Дукла (2)                  |
| Славія (Прага)          | 8:0     | Славой (Вишеград) (2)      |
| Карвіна                 | 0:2     | Вікторія Жижков (2)        |
| Глучін (3)              | 1:3     | Вікторія (Пльзень)         |
| Височина (Їглава) (2)   | 1:2     | Спарта (Прага)             |
| Слован (Ліберець)       | 3:1     | Простейов (2)              |
| Банік (Острава)         | 2:0     | Градець-Кралове(2)         |
| 1 жовтня 2019           |         |                            |
| Тепліце                 | 2:1     | Тржинець (2)               |
| Млада Болеслав          | 4:2     | Хрудім (2)                 |
| Яблонець                | 3:2     | Збройовка (2)              |
| Сігма (Оломоуць)        | 4:2     | Лішень (2)                 |
| 2 жовтня 2019           |         |                            |
| Хлумец-над-Цидлиноу (3) | 2:1     | Богеміанс 1905             |

## 1/8 фіналу
| Команда 1                  | Рахунок | Команда 2           |
| -------------------------- | ------- | ------------------- |
| 29 жовтня 2019             |         |                     |
| Сігма (Оломоуць)           | 4:0     | Дукла (2)           |
| Опава                      | 0:2 дч  | Яблонець            |
| 30 жовтня 2019             |         |                     |
| Хлумец-над-Цидлиноу (3)    | 3:4 дч  | Вікторія (Пльзень)  |
| Млада Болеслав             | 3:1     | Фастав (Злін)       |
| Динамо (Чеські Будейовиці) | 0:4     | Спарта (Прага)      |
| Слован (Ліберець)          | 2:0     | Тепліце             |
| Банік (Острава)            | 2:0 дч  | Славія (Прага)      |
| 6 листопада 2019           |         |                     |
| Словацко                   | 3:1 дч  | Вікторія Жижков (2) |

## 1/4 фіналу
| Команда 1          | Рахунок      | Команда 2         |
| ------------------ | ------------ | ----------------- |
| 4 березня 2020     |              |                   |
| Сігма (Оломоуць)   | 3:1          | Яблонець          |
| Вікторія (Пльзень) | 4:2          | Млада Болеслав    |
| Спарта (Прага)     | 5:0          | Банік (Острава)   |
| Словацко           | 0:0 пен. 2:4 | Слован (Ліберець) |

## 1/2 фіналу
| Команда 1        | Рахунок | Команда 2          |
| ---------------- | ------- | ------------------ |
| 17 червня 2020   |         |                    |
| Сігма (Оломоуць) | 1:2     | Слован (Ліберець)  |
| Спарта (Прага)   | 2:1     | Вікторія (Пльзень) |

## Фінал
| 1 липня 2020 21:15 (EEST) |

| Слован (Ліберець) | 1:2      | Спарта (Прага)                |
| ----------------- | -------- | ----------------------------- |
| Пешек 50'         | Протокол | Карлссон 65' Канга 74' (пен.) |

| Стадіон біля Ніси, Ліберець Глядачів: 0 Арбітр: Павел Краловець |